# Jakobstor
La Jakobstor (porte Saint-Jacques) est une porte des anciens remparts de Ratisbonne en Bavière. Elle date du début du XIVe siècle. Elle se trouve à l'ouest de la vieille ville de Ratisbonne et doit son nom à l'église Saint-Jacques de l'ancien couvent des Écossais à proximité. Elle donne accès aux principales voies qui mènent à Augsbourg et à Nuremberg Les deux tours en demi-cercle faisaient partie autrefois du système fortifié des remparts. L'installation se composait de deux bâtiments de stockage reliés par l'enceinte de la ville, qui formaient une cour intérieure protégée par deux hautes tours défensives, et un système de pont-levis enjambant les douves de la ville, qui était protégé par les deux tours semi-circulaires. Cette installation d'environ 100 mètres de long occupait toute la moitié ouest de l'actuelle Jakobsstrasse.

## Source de la traduction
- (de) Cet article est partiellement ou en totalité issu de l’article de Wikipédia en allemand intitulé « Jakobstor (Regensburg) » (voir la liste des auteurs).